# Gutshof Gaibach

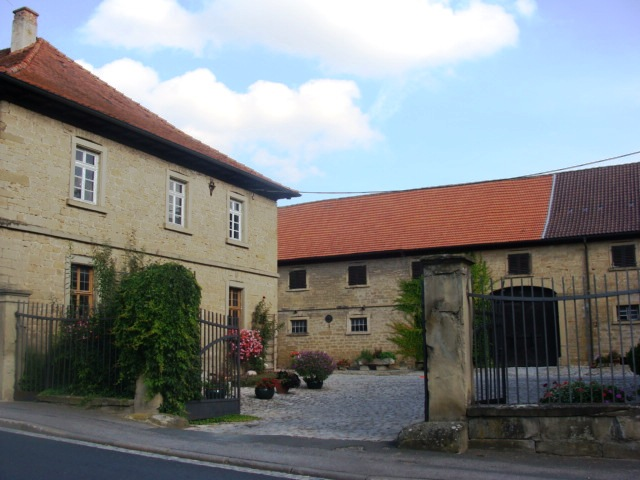
Der Gutshof in Gaibach

Der Gutshof Gaibach (auch Meierei Gaibach genannt) ist ein denkmalgeschütztes Gebäude im Volkacher Ortsteil Gaibach in Unterfranken. Er steht an der Schweinfurter Straße gegenüber dem Schloss und wurde im 19. Jahrhundert als Verwaltungssitz der landwirtschaftlichen Güter der schönborn'schen Standesherrschaft genutzt.

## Geschichte
Die Grafen von Schönborn erwarben im Jahr 1650 die Herrschaft über das Dorf Gaibach. Mit der Dorfherrschaft waren auch viele Felder und Wiesen verbunden, die um das Dorf lagen. Als die Herrschaft der Grafen 1681 zu einer Reichsgrafschaft aufgewertet wurde, machte dies eine bessere Verwaltung der landwirtschaftlichen Güter notwendig. Die Grafschaft wurde in mehrere Ämter geteilt, die diese Aufgabe übernehmen sollten. Gaibach erhielt ein eigenes Amt.
Das Amt Gaibach besaß auch einen Verwaltungssitz, ob dieser erste Gutshof allerdings an der Stelle des heutigen lag, ist unklar. Die Grafen von Schönborn verpachteten die Güter an verschiedene Personen und konnten sie so durch Regiewirtschaft betreiben. Im Jahr 1785 wurde das Amt Gaibach jedoch mit dem in Zeilitzheim zusammengelegt und Gaibach verlor seinen landwirtschaftlichen Verwaltungssitz. 1791 verpachteten die Grafen die Gaibacher Güter an Christoph Ulsamer.
Im Zuge der Mediatisierung des Jahres 1806 verloren die Grafen ihre Herrschaft, konnten jedoch die landwirtschaftlichen Güter behalten. Kurz vor dieser einschneidenden Veränderung gaben sie die Verpachtung der Maierei auf und übernahmen sie 1805 in Eigenbewirtschaftung. Im 19. Jahrhundert entstand auch der noch erhaltene Gutshof an der Gaibacher Hauptstraße. Um 1820 erhielt Gaibach folgerichtig auch ein eigenes Domänenamt, dem fortan die Güterverwaltung oblag.
Das Amt wurde erst 1881 aufgelöst, als es dem Domänenamt in Wiesentheid zugeordnet wurde. Im gleichen Jahr begannen die Grafen auch wieder das Hofgut zu verpachten. Am 22. Februar 1881 unterzeichneten Peter Eberhardt und sein Sohn Friedrich aus Öttershausen den Pachtvertrag. Sie blieben bis ins Jahr 1893 Pächter des Gutshofs und der Ländereien. Einige Jahre zuvor, 1877, hatte sich eine Branntweinbrennerei auf dem Hof etabliert.
Die schönborn’sche Standesherrschaft besaß noch im Jahr 1923 die Güter und das Hofgut und verpachteten sie weiterhin an Bauernfamilien. Die Pächter bewohnten auch das Gut, das sie bewirtschafteten. Heute ist das Hofgut immer noch in den Händen von Verwaltern. Klaus Warmuth verwaltet die landwirtschaftlichen Flächen der Grafen von Schönborn in Gaibach, Wiesentheid, Hallburg, Öttershausen und Wadenbrunn. Das bayerische Landesamt für Denkmalpflege ordnet den Hof als Baudenkmal ein.

## Architektur
Der Gutshof besteht aus zwei Wohnhäusern und mehreren Wirtschaftsgebäuden, die in Hufeisenform um einen Hof gruppiert wurden. Die Wohnhäuser sind aus Bruchstein gearbeitet und weisen zwei Geschosse auf. Sie entstanden um die Mitte des 19. Jahrhunderts, als man die Gutsverwaltung erneuerte. Alle Gebäude besitzen Rechteckfenster, die Geschosse sind durch Gesimse auch äußerlich erkennbar.
Auf einem Lageplan des Jahres 1923 werden die Gebäude näher beschrieben: Die zum Schloss gewandten Gebäude waren die Wohnhäuser und die Brennerei. Über den Hof betrat man die Stallungen. Eine Durchfahrt führte im Norden zu einem weiteren Hof, an den die Scheunen und eine Remise anschlossen. Westlich des Hofes lag der Friedhof Gaibachs. Der Schweinestall im Osten des Anwesens war durch eine Dunggrube von den restlichen Gebäuden getrennt.